# Intsia
Intsia — род семейства Бобовые (Fabaceae), близкородственный распространённому в Африке роду Afzelia. Включает в себя виды деревьев, произрастающих во влажных тропических лесах Южной Азии, Океании, на Мадагаскаре и в Танзании.

## Распространение и экология
Сухой сезон года эти деревья переносят. Обычными местами их произрастания являются прибрежные дождевые леса с количеством осадков 1500—2300 мм в год, граничащие с мангровыми болотами, реками и зонами затопления, на суше это дерево встречается на высоте до 600 м, предпочитает закальцованные почвы или даже меловые скалы.
Вследствие интенсивной вырубки во многих странах в местах естественного произрастания этих деревьев почти не осталось и уже в 1980-х годах их древесина исчезла с рынков этих стран. В наше время довольно большие леса остались лишь в недоступных дождевых лесах западной Папуа.

## Виды
Род включает в себя от 7 до 9 видов, мало отличающихся между собой. Самые распространённые среди них — Intsia bijuga и Intsia palembanica. Древесина этих деревьев имеет торговое название мербау. В Папуа-Новой Гвинее это дерево называют квила. На Фиджи оно известно под названием веси. Intsia bijuga внесена Международную Красную книгу как вид, находящийся под угрозой.

### Список некоторых видов
- Intsia bijuga (Colebr.) Kuntze
  - [syn.  Afzelia cambodiensis Hance]
  - [syn.  Afzelia retusa Kurz]
  - [syn.  Intsia cambodiensis (Hance) Pierre]
  - [syn.  Intsia retusa (Kurz) Kuntze]
  - [syn.  Macrolobium bijugum Colebr. basionym]
- Intsia moeleri Veill.
- Intsia palembanica Miq.
  - [syn.  Afzelia bakeri Prain]
  - [syn.  Afzelia palembanica (Miq.) Baker]
  - [syn.  Intsia acuminata auct.]
  - [syn.  Intsia bakeri (Prain) Prain]

## Описание
Эти деревья достигают максимальной высоты 50 метров. Обычно их высота от 7 до 25 м, а диаметр от 0,8 до 1,50 м. Ствол обычно лишён веток до высоты 15 м и часто имеет высокие контрфорсы.

## Использование
Широкое применение находит древесина деревьев этого рода, называемая мербау.
Из маслянистого сока древесины и коры делали коричневые чернила. Масло семян сравнимо с маслом нима как средство защиты от насекомых. Кора применяется как лекарство от ревматизма и поноса. Роженицам дают настой коры мербау. Сок коры применяют на Фиджи от простуды, гриппа и ломоты в костях. В смеси с другими соками растений его используют и от зубной боли.
Это дерево улучшает почву. Оно препятствует эрозии почвы (особенно в бухтах и протоках из мангровых лесов), связывает на своих корнях азот, повышает значение pH путём подъёма кальция из глубоких слоёв почвы и применяется для очистки воды. Мербау служит с одной стороны источником тени, а с другой — защитой от ветра. Оно может быть красивым парковым деревом или защищать болотистые закальцованные побережья. Пчёлы используют пыльцу мербау. Кроме того, это дерево играет роль в жизненном цикле одной из самых больших бабочек на Земле птицекрыла королевы Александры (Ornithoptera alexandrae).
Большое, заметное и долгоживущее дерево используется для разметки границ.
На Фиджи это дерево было прежде священным. Опорные столбы храмов, священные каноэ и гонги делали из мербау. Твёрдость и крепость олицетворяли лучшие человеческие качества. Остающиеся до наших дней идиомы со словом vesi указывают на особых людей или людей с сильным характером («kaukauwa vaka na vuni vesi» — сильный как дерево веси). Чаши, в которых по торжественным поводам подают ценный традиционный напиток ягона изготовлены из мербау.